# Acción Nacional Apropiada de Mitigación
La Acción Nacional Apropiada de Mitigación (NAMA, en su sigla en inglés), es una opción de mitigación para los países en desarrollo en el contexto de la negociación sobre acción cooperativa a largo plazo en el marco del Plan de Acción de Bali adoptado en la 13.a sesión de la COP, celebrada en Bali (Indonesia) en el año 2007.
Los resultados de las últimas sesiones de la Conferencia de las Partes —la 16.a y 17.a, celebradas en Cancún y Durban, respectivamente— mostraron progresos en materia de elaboración del concepto NAMA, incluida la creación de un registro para constituir la oferta de NAMA por un lado y de apoyo financiero y tecnológico por el otro, el acceso a los recursos financieros que podrían provenir del Fondo Verde para el Clima y las orientaciones para elaborar criterios para que las reducciones sean sometidas a escrutinio de manera mensurable, reportable y verificable.

## NAMA's reconocidas
- Acuerdos de Producción Limpia, Chile.[1]